# Sematophyllum subsecundum
Sematophyllum subsecundum är en bladmossart som beskrevs av Brotherus 1925. Sematophyllum subsecundum ingår i släktet Sematophyllum och familjen Sematophyllaceae. Inga underarter finns listade i Catalogue of Life.